# Henrik Ludvig Rosencrantz
Henrik Ludvig Rosencrantz, född 24 juni 1783 i Röddinge församling, Malmöhus län, död 19 september 1849 i Röddinge församling, Malmöhus län, var en svensk militär. 

## Biografi
Henrik Ludvig Rosencrantz föddes 1783 på Ekeröd i Röddinge socken. Han var son till Carl Jakob Rosencrantz och Engel Elisabet Berg von Linde samt dotterson till Otto Adrian Berg von Linde. Rosencrantz blev kvartermästare vid Södra skånska kavalleriregementet 24 maj 1798, kornett där 23 december 1799 och löjtnant 2 maj 1804. Han bevistade fälttågen i Pommern 1807 och i Tyskland 1813–1814. Rosencrantz tilldelades guldmedalj för tapperhet i fält 15 december 1813, blev ryttmästare vid Skånska karabinjärregementet 8 november 1814 och major i armén 11 maj 1818. Han blev riddare av Svärdsorden 23 juni 1820, andre major vid Skånska dragonregementet 7 november 1827, överstelöjtnant i armén 21 augusti 1829, förste major vid regementet 22 maj 1839 och överste i armén 21 maj 1840. Han beviljades avsked ur krigstjänsten 15 juli 1841. Rosencrantz avled 1849 på Ekeröd i Röddinge socken.

### Familj
Rosencrantz gifte sig 24 juli 1814 med Clara Fredrika von der Lancken (1795–1837), dotter till kammarherren och majoren Carl Ehrenfried von der Lancken och Erika Gustava Liedbeck. De fick tillsammans barnen Elise Gustava Rosencrantz (1815–1871) som var gift med kammarjunkaren Carl Daniel Wulfcrona, Erenfried Carl Rosencrantz (1817–1833), Henrietta Fredrika Rosencrantz (1819–1821), Eleonora Antoinetta Charlotta Rosencrantz (1821–1821), Dorotea Tomasina Rosencrantz (1823–1887) som var gift med godsägaren friherre Carl Wachtmeister af Björkö, majoren Palle Rosencrantz (1825–1877), Ulrika Ottiliana Rosencrantz (1826–1881) som var gift med sin kusin kammarherren Henrik Rosencrantz, Ingeborg Rosencrantz (1828–1894) som var gift med ryttmästaren friherre Jules von Schwerin, Mariana Axelina Rosencrantz (1829–1908) och ryttmästaren Henrik Rosencrantz.